# Bethioua
Bethioua (em árabe: بـَـطـِّـيـوَة) é uma comuna localizada na província de Orã, Argélia. De acordo com o censo de 2009, a população total da cidade era de 18 215 habitantes.